# Distrito de Cámenca
El distrito de Cámenca (en rumano: Raionul Camenca; en ruso: Каменский район, romanizado: Kamenskiy rayon; en ucraniano: Кам'янський район, romanizado: Kam'yansʹkyy rayon) es un distrito ubicada en el norte de la parcialmente reconocida República de Transnistria, con capital en Cámenca, aunque de iure pertenece a la República Autónoma de Transnistria como parte de Moldavia. Es el distrito ubicado en el norte de Transnistria, al norte del distrito de Rîbnița. 

## Geografía
El distrito de Cámenca se encuentra entre los distritos de Șoldănești y Florești del resto de Moldavia, así como el raión de Podilsk del óblast de Odesa y los raiones de Mohyliv-Podilskyi y Tulchýn del óblast de Vínnitsa en Ucrania.   

### Clima
El clima de la región es continental templado con inviernos cortos y suaves y veranos largos y bastante calurosos. En la estación fría, a veces invaden los vientos del noreste, lo que provoca una disminución de la temperatura del aire. Las masas de aire del Mediterráneo traen consigo el calentamiento en invierno y fuertes lluvias en verano. Los vientos predominantes durante el año son del noroeste. La cantidad anual de precipitación promedia 460 mm.

## Historia
La investigación arqueológica e histórica ha demostrado que la gente ha vivido en el distrito de Cámenca desde la antigüedad. Se han descubierto sus yacimientos que datan del Paleolítico Superior. Durante las excavaciones se encontraron puntas mecanizadas de doble cara, placas retocadas, productos de hueso y cuerno, huesos de animales antiguos: reno, mamut, caballo antiguo, etc.
Se descubrieron asentamientos del gueto cerca de las aldeas de Caterinovca y Rașcov. La base de la economía del gueto: agricultura y ganadería, pesca, pensión. Se desarrollaron la ferretería y la herrería. La hilatura y la tejeduría estaban al nivel de la producción nacional en el pueblo. Un antiguo asentamiento ruso de los siglos IX-XII se encontró en Kunich (ahora distrito de Floresti). El antiguo mar de Sármata dejó aquí sus depósitos de arcilla, aptos para la producción de ladrillos y tejas, arena y piedra.
El distrito de Cámenca se formó el 7 de marzo de 1923 como parte del recién formado distrito de Tulchyn de la provincia de Podolsk de la RSS de Ucrania.
Por resolución de la 3ª sesión del Comité Ejecutivo Central de Ucrania de la VIII convocatoria del 12 de octubre de 1924, se estableció la República Socialista Soviética Autónoma de Moldavia (con capital en Balta) dentro de la URSS. La mayor parte del distrito de Cámenca (con las ciudades de Cámenca y Rașcov) y parte de los asentamientos del distrito de Velykokisnytsia (consejos de las aldeas de Ocnița y Hrușca) abandonaron el distrito de Tulchyn para engrosar la nueva república autónoma.
El 2 de agosto de 1940, en la 3ª sesión del Soviet Supremo de la URSS, se adoptó la Ley sobre el Establecimiento de la República Socialista Soviética de Moldavia, que incluía el distrito de Cámenca del liquidado RASS de Moldavia.

## División administrativa
El municipio consta de 12 comunidades administrativas con un total de 23 aldeas. Entre ellas hay una ciudad, Cámenca.
Entre las 12 comunidades del rayón de Cámenca se encuentran: Caterinovca, Crasnîi Octeabri, Cuzmin, Hristovaia, Hrușca, Ocnița, Podoima, Rașcov, Rotari, Severinovca, Slobozia-Rașcov o Valea Adîncă.
Todos las comunidades del distrito se encuentran en el lado izquierdo o oriental del río Dniéster.

## Demografía
La población en el distrito de Cámenca se ha visto reducida en 5000 personas (20%) desde la caída de la Unión Soviética.
| Distrito de Cámenca | - | - | - | - | - | - | - | - | 24 363 | 22 929 | 19 681 |
| Ciudad de Cámenca   | - | - | - | - | - | - | - | - | 10 323 | 8871   | 8705   |

En cuanto a la composición étnica de la población, se trata de un municipio donde la mayoría de la población son moldavos (48%), seguidos de cerca por los ucranianos (43%) y una pequeña minoría de rusos (7%). El distrito es mayoritariamente moldava/rumana, excepto por la parte sur desde Valea Adâncă hasta Rașcov, donde está predominantemente poblada por ucranianos. En el pueblo de Slobozia-Rașcov una parte significativa de los habitantes (alrededor del 48%) son polacos.
|              | 1939      | 1939       | 2004      | 2004       |
| Grupo étnico | Población | Porcentaje | Población | Porcentaje |
| ------------ | --------- | ---------- | --------- | ---------- |
| Moldavos     | 14 298    | 34,44%     | 13 034    | 47,77%     |
| Rusos        | 1043      | 2,59%      | 1 880     | 6,89%      |
| Ucranianos   | 21 394    | 53,03%     | 11 610    | 42,55%     |
| Polacos      | 749       | 1,85%      | 447       | 1,64%      |
| Bielorrusos  | -         | -          | 85        | 0,31%      |
| Búlgaros     | 12        | 0,03%      | 59        | 0,22%      |
| Judíos       | 2482      | 6,15%      | 10        | 0,04%      |
| Alemanes     | 220       | 0,55%      | 26        | 0,10%      |
| Gagaúzos     | -         | -          | 43        | 0,16%      |
| Otros        | 148       | 0,37%      | 76        | 0,28%      |
| Total        | 40 346    | 100%       | 27 284    | 100%       |

La división en municipios es la siguiente:
|                                | 2004       | 2004       | 2004       | 2004       | 2004         | 2004      |
|                                | Moldavos   | Rusos      | Ucranianos | Búlgaros   | Otros grupos | Total     |
| Población                      | Porcentaje | Porcentaje | Porcentaje | Porcentaje | Porcentaje   | Población |
| ------------------------------ | ---------- | ---------- | ---------- | ---------- | ------------ | --------- |
| Cámenca/Kamenka                | 51,2%      | 12,6%      | 33,7%      | 0,3%       | 2,1%         | 10 323    |
| Hristovaia/Jrustovaya          | 61,8%      | 3,9%       | 33,8%      | 0,2%       | 0,3%         | 2502      |
| Podoimița                      | 97,4%      | 1,0%       | 1,4%       | -          | 0,1%         | 2028      |
| Rașcov                         | 7,4%       | 4,1%       | 87,0%      | 0,3%       | 1,1%         | 2003      |
| Podoima                        | 96,3%      | 1,4%       | 1,9%       | 0,2%       | 0,2%         | 1780      |
| Caterinovca                    | 4,8%       | 3,7%       | 90,3%      | -          | 1,3%         | 1600      |
| Hrușca                         | 72,7%      | 3,2%       | 23,1%      | 0,1%       | 1,0%         | 1157      |
| Cuzmin                         | 8,3%       | 2,9%       | 88,1%      | 0,3%       | 0,4%         | 1044      |
| Ocniţa                         | 2,3%       | 1,0%       | 96,6%      | 0,1%       | -            | 815       |
| Slobozia-Rașcov                | 4,6%       | 3,6%       | 43,3%      | -          | 48,4%        | 799       |
| Severinovca                    | 16,2%      | 2,2%       | 80,7%      | 0,1 %      | 0,7%         | 757       |
| Rotari                         | 80,7%      | 4,0%       | 14,7%      | -          | 0,6%         | 523       |
| Crasnîi Octeabri               | 87,2%      | 3,7%       | 8,3%       | 0,2%       | 0,6%         | 509       |
| Valea Adîncă/Valya-Adynka      | 8,4%       | 3,0%       | 88,0%      | -          | 0,5%         | 368       |
| Solnecinoe                     | 22,3%      | 10,2%      | 66,4%      | -          | 1,2%         | 256       |
| Constantinovca                 | 5,4%       | 4,2%       | 90,0%      | -          | 0,4%         | 240       |
| Alexandrovca                   | 29,9%      | 23,8%      | 43,9%      | 0,5%       | 1,9%         | 214       |
| Iantarnoe                      | 32,1%      | 8,3%       | 59,0%      | -          | 0,6%         | 156       |
| Frunzăuca                      | 60,2%      | 6,8%       | 31,6%      | -          | 1,5%         | 133       |
| Socolovca                      | 26,5 %     | 8,2 %      | 63,3 %     | -          | 2,0 %        | 49        |
| Voitovca                       | 10,0%      | -          | 90,0%      | -          | -            | 10        |
| Bodeni                         | 22,2%      | 66,7%      | 11,1%      | -          | -            | 9         |
| Sadchi                         | -          | -          | 100,0%     | -          | -            | 9         |
| Composición total del distrito | 47,8%      | 6,9%       | 42,6%      | 0,2%       | 2,6%         | 27 284    |

## Economía

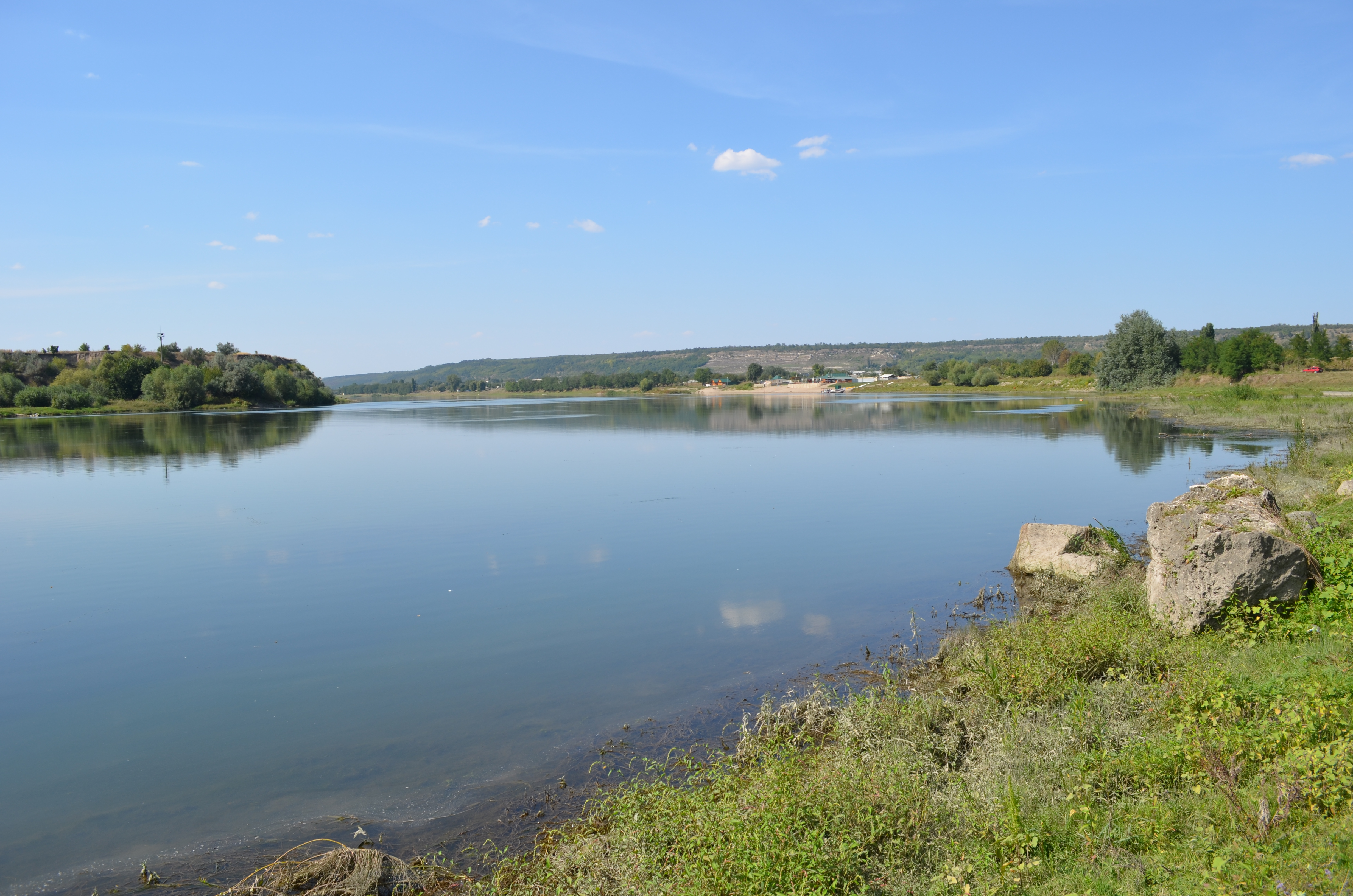
Río Dniester a su paso por el distrito de Cámenca

La superficie total de suelo agrícola en el distrito es de 29.436 hectáreas, de las cuales 25.270 hectáreas son tierras de cultivo. Hay 13 empresas agrícolas en la región, de las cuales 7 son cooperativas agrícolas y de producción, 3 granjas colectivas, 2 granjas estatales, 1 sociedad anónima cerrada y 11 granjas. Las empresas agrícolas son atendidas por 5 empresas especializadas, incluida una empresa receptora de granos, una estación de incubación de aves de corral y una fábrica de conservas.
Hay 5 empresas industriales en la región. El trabajo de construcción, instalación y reparación lo llevan a cabo 3 organizaciones, 8 organizaciones trabajan en el sector de servicios y 78 en el sector minorista.

## Infraestructura
Hay 16 escuelas educativas, 11 instituciones de educación preescolar, 23 instituciones de clubes, 17 bibliotecas, un complejo de museos conmemorativos, 2 escuelas de arte para niños y una escuela de arte para niños en el distrito. La atención de la salud está representada por el hospital central del distrito y 4 clínicas ambulatorias rurales. En este distrito se encuentra el Sanatorio del Dniéster, el hospital más antiguo de la región de Transnistria.
Hay 7 parroquias ortodoxas, 2 parroquias de la Iglesia católica y 16 organizaciones públicas registradas en la región.